# Stephenia pseudegina
Stephenia pseudegina is een vlinder uit de familie van de Nymphalidae. Deze soort is voor het eerst wetenschappelijk beschreven als Acraea pseudegina door John Obadiah Westwood in een publicatie uit 1852.

## Verspreiding
Deze algemene soort komt voor in Senegal, Gambia, Guinee-Bissau, Guinee, Sierra Leone, Liberia, Ivoorkust, Burkina Faso, Ghana, Togo, Benin, Nigeria, Kameroen, Equatoriaal Guinea, Sao Tome en Principe, Gabon, Centraal Afrikaanse Republiek, Congo-Brazzaville, Congo-Kinshasa, Zuid-Soedan, Zuid-Ethiopië, Oeganda, West-Kenia, Tanzania en Angola.

## Habitat
Het habitat bestaat uit savannes en akkers in bosgebieden. De vlinder foerageert vaak op bloemen van het geslacht Tridax.

## Waardplanten
De rups leeft op soorten van de passiebloemfamilie (Passifloraceae) waaronder Adenia cissampeloides, Adenia lobata, Passiflora foetida, Tricliceras pilosum en verder op Cephalomma-soorten (Tiliaceae).